# Contra-compositie VII
Contra-compositie VII (Duits: Kontra-Komposition VII, Engels: Counter-Composition VII, Frans: Contre-composition VII, Italiaans: Contro-Composizione VII) is een schilderij van de Nederlandse schilder Theo van Doesburg.

## Het werk

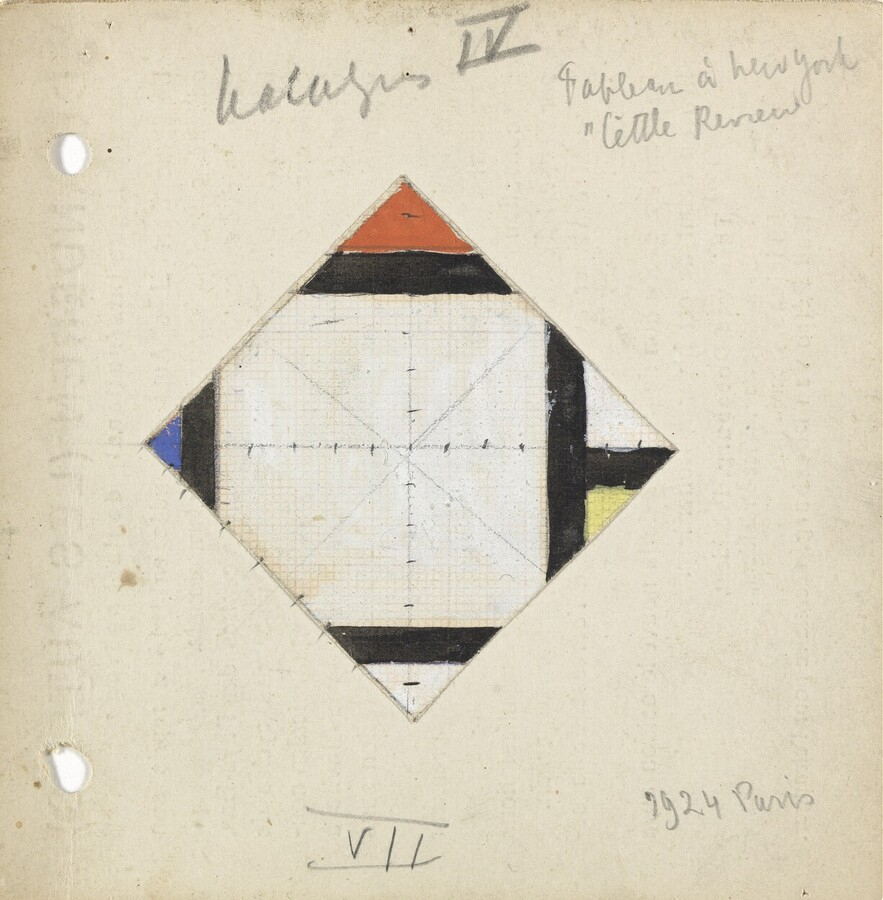
Theo van Doesburg. Studie voor Contra-compositie VII. 1924. Potlood en gouache op papier bevestigd op karton. 11,5 × 12 cm. Otterlo, Kröller-Müller Museum.

Contra-compositie VII is het vierde schilderij in de serie contra-composities. Het heette aanvankelijk dan ook Contra-compositie IV. De huidige titel is gebaseerd op het boekje Unique studies for Compositions, waarin Van Doesburg alle voorstudies van zijn contra-composities opnam, en waar het voorkomt als zevende. Het ontstond na 24 juli, want op dat moment had Van Doesburg slechts één contra-compositie, Contra-compositie X, voltooid.

## Herkomst
Het werk werd omstreeks 1947/1948 door Harry Lackritz, een bekende juwelier uit Chicago, gekocht van Van Doesburgs weduwe, Nelly van Doesburg. Daarna kwam het via de Sidney Janis Gallery in New York in het bezit van Morton Neumann (†1985), eigenaar van een postorderbedrijf en verzamelaar van moderne kunst. Deze bracht het onder in de stichting The Morton G. Family Collection in New York. Na zijn dood liet hij deze collectie na aan zijn vrouw Rose (†1995), die het op haar beurt naliet aan haar twee zonen. De Amerikaanse belastingdienst bracht hen echter 50 miljoen dollar aan successierechten in rekening, waarna de verzameling in fases werd verkocht. Contra-compositie VII was op 8 mei 2007 aan de beurt, toen het bij Sotheby's in New York voor 4.184.000 dollar (destijds 3.096.300 euro) werd geveild aan een anonieme koper.
In 2017 kocht Museum De Lakenhal het werk aan met steun van de Vereniging Rembrandt voor zo'n 1,9 miljoen euro. Omdat het museum in 2017 gesloten is voor restauratie is het werk te zien in het Rijksmuseum Amsterdam .

## Tentoonstellingen
Contra-compositie IV maakte deel uit van de volgende tentoonstellingen:
- Works by Leger, (...), Theo van Doesburg, maart-11 april 1925, The Little Review Gallery (van Jane Heap), New York (?).
- Groepstentoonstelling, april-mei 1926, The Little Review Gallery, New York.
- ‘1940’. Deuxième exposition Rétrospective Van Doesburg, 15 januari-1 februari 1932, Porte de Versailles Parc des Expositions, Parijs.
- Theo van Doesburg, 2-31 mei 1936, Stedelijk Museum, Amsterdam.
- Theo van Doesburg. Retrospective exhibition, 29 april-31 mei 1947, Art of this Century Gallery, New York.
- Walt Kuhn, Lyonel Feininger and Theo van Doesburg, juni-15 juli, County Museum of Art, Los Angeles (?).
- Theo van Doesburg, 29 juli-24 augustus, San Francisco Museum of Modern Art, San Francisco.
- Theo van Doesburg, september 1947, Henry Art Gallery, Seattle (?).
- Theo van Doesburg. Paintings, drawings, photographs and architectural drawings, 15 oktober-8 november, The Renaissance Society of the University of Chicago, Chicago (?).
- Theo van Doesburg, 20 november-12 december, Cincinnati Art Museum, Cincinnati (?).
- The Morton G. Neumann Family Collection, 31 augustus-31 december 1980, National Gallery of Art, Washington.
- De Stijl, 1917-1931. Visions of Utopia, 31 januari-28 maart 1982, Walker Art Center, Minneapolis.
- De Stijl, 1917-1931. Visions of Utopia, 20 april-27 juni 1982, The Hirshhorn Museum and Sculpture Garden, Smithsonian Institution, Washington.
- De Stijl, 1917-1931, 6 augustus 1982-?, Stedelijk Museum, Amsterdam.
- De Stijl, 1917-1931, ?-4 oktober 1982, Kröller-Müller Museum, Otterlo.
- Dreams and nightmares. Utopian visions in modern art, 8 december 1983-12 februari 1984, Hirshhorn Museum and Sculpture Gallery, Washington.
- La beauté exacte. Art Pays-Bas XXe siècle. De Van Gogh à Mondrian, 25 maart-17 juli 1994, Musée d'Art Moderne de la Ville de Paris, Parijs.